# Alone with Everybody
Alone with Everybody è il primo album in studio da solista del cantautore britannico Richard Ashcroft, pubblicato il 26 giugno 2000 dalla Hut Records.
Tutte le canzoni sono scritte dallo stesso Ashcroft. Tre di esse A Song for the Lovers, C'mon People (We're Making It Now) e New York erano state inizialmente registrate dai The Verve per il loro album Urban Hymns, ma non vennero utilizzate.

## Accoglienza
| Recensione | Giudizio |
| ---------- | -------- |
| AllMusic   |          |
| NME        |          |

Alone with Everybody ha ottenuto recensioni positive da parte dei critici musicali. Su Metacritic, sito che assegna un punteggio normalizzato su 100 in base a critiche selezionate, l'album ha ottenuto un punteggio medio di 70 basato su venti recensioni.

## Tracce
Testi e musiche di Richard Ashcroft.
1. A Song for the Lovers – 5:26
2. I Get My Beat – 6:02
3. Brave New World – 5:59
4. New York – 5:30
5. You on My Mind in My Sleep – 5:06
6. Crazy World – 4:57
7. On a Beach – 5:09
8. Money to Burn – 6:15
9. Slow Was My Heart – 3:44
10. C'mon People (We're Making It Now) – 5:03
11. Everybody – 6:34

Tracce aggiunte nell'edizione giapponese
1. Leave Me High – 5:22
2. XXYY – 4:24

- Le due bonus tracks erano state originariamente pubblicate come b-sides del singolo Money to Burn.

## Formazione
- Richard Ashcroft – voce, chitarra, pianoforte, organo, mellotron, tastiera, percussioni
- Peter Salisbury – batteria
- Pino Palladino – basso
- Steve Sidelnyk – batteria, percussioni
- Chuck Leavell – pianoforte, organo Hammond
- Duncan Mackay – tromba
- Lucinda Barry – arpa
- Teena Lyle – Vibes
- Chris Potter – basso
- Jim Hunt – sassofono, flauto
- Jane Pickles – flauto
- Anna Noakes – flauto
- Judd Lander – armonica
- BJ Cole – chitarra Pedal Steel
- Kate Radley – tastiera
- Craig Wagstaff – conga
- Philip D Todd – sassofono
- Nigel Hitchcock – sassofono
- Jamie Talbot – sassofono baritono
- John Barclay – tromba
- Stuart Brooks – tromba
- Wil Malone – arrangiamento fiati e archi
- The London Session Orchestra – archi
- The London Community Gospel Choir – Samantha Smith, Leonard Meade, Vernetta Meade, Michelle-John Douglas, Donovan Lawrence, Irene Myrtle Forrester

## Classifiche
| Classifica (2000) | Posizione massima |
| ----------------- | ----------------- |
| Australia         | 10                |
| Austria           | 18                |
| Finlandia         | 14                |
| Francia           | 28                |
| Germania          | 10                |
| Irlanda           | 5                 |
| Italia            | 4                 |
| Norvegia          | 12                |
| Nuova Zelanda     | 26                |
| Paesi Bassi       | 41                |
| Regno Unito       | 1                 |
| Stati Uniti       | 127               |
| Svezia            | 17                |
| Svizzera          | 39                |